# Brannerite
La brannerite è un minerale ed è un esempio di ossido multiplo. Questi tipi di specie di minerali sono molto complesse e includono associazioni di uranio con terre rare e stagno, tantalio, niobio, famiglia del titanio e, a volte, tutti e tre i gruppi insieme.  

## Origine e giacitura
Esso è stato riscontrato in modo molto comune nella regione del lago Elliot, in Canada.